# عربون
العُربون في الاقتصاد (بالإنجليزية: Down payment) هو أن يشتري الشخص شيئاً أو يستأجره، ويدفع جزءا من قيمته مقدما عند التعاقد، على أنه إذا ألتزم بالعقد وقام بدفع باقي ثمن الشيء، يحتسب ما دفعه مقدما (عربونا) جزءا من القيمة، وإذا لم يقم بالتزامه بتسديد بقية الثمن، فإن جزءا مما دفعه يكون للبائع أو المؤجر، ذلك لأنه لم يف بالتزامه بعقد الشراء.
العربون لغةً: عربن : العربون والعربون والعربان : الذي تسميه العامة الأربون تقول منه : عربنته إذا أعطيته ذلك.

## حكمه في الإسلام
1- قول الجمهور من الحنفية والمالكية والشافعية: أفتوا بعدم جواز أخذ العربون.
واستدلوا بحديث عمرو بن شعيب عن أبيه عن جده أن رسول الله ﷺ ((نهى عن بيع العربان)).
2-الحنابلة: أفتوا بجواز أخذ العربون، وهو اختيار ابن القيم.
الحديث الذي استدل به المانعون وهو أن النبي ﷺ نهى عن بيع العربان، فالحديث ضعيف، ضعفه جماعة من أهل العلم والحديث؛ منهم الإمام أحمد لانقطاعه وإبهام راويه.
واستدل الحنابلة على الجواز بما يلي:
- ما رُوي أنه ﷺ ((سُئل عن بيع العربان فأحله)) وهو حديث ضعيف أيضًا.
- قصة شراء نافع بن عبدالحارث من صفوان بن أمية داراً للسجن بمكة، على إن رضي عمر بن الخطاب فالبيع بيعه، وإن لم يرض عمر فلصفوان أربع مائة دينار. ذكره البخاري مجزوماً به في كتاب الخصومات، باب الريط والحبس في الحرم ،قال الحافظ ابن حجر (فتح الباري 5/96): وصله عبد الرزاق(5/148) ،و ابن أبي شيبة(5/7)، والبيهقي(6/34).أهـ
ورواه الفاكهي في أخبار مكة 3/254.
( وقد أخذ أحمد بظاهر هذه الرواية وقال: لا بأس ببيع العربون لأن عمر فعله. وقال الأثرم: قلت لأحمد تذهب إليه؟ قال أي شيء أقول هذا عمر.
3- مجمع الفقه الإسلامي: أجاز مجمع الفقه الإسلامي في دورته الثامنة بيع العربون. فجاء في قراره: (يجوز بيع العربون إذا قيدت فترة الانتظار بزمن محدد ويحتسب العربون جزءًا من الثمن إذا تم الشراء ويكون من حق البائع إذا عدل المشتري عن الشراء).

## ما يحل من العربون
يجوز تقديم عربون من المشترى على أنه إن أتم الصفقة احتسب من الثمن وإن لم يعقد الصفقة ترك العربون للبائع فهذا جائز بشرط وجود البضاعة التي هي محل الصفقة والأولى للبائع ألا يتقاضى من العربون إلا بقدر ما لحقه من ضرر عدم الشراء طبقا لتوصيات المؤتمر الثاني للمصرف الإسلامي.